# Georg Marco
Georg Marco (29 de novembre de 1863 – 29 d'agost de 1923) fou un jugador d'escacs romanès, un dels millors mestres europeus entre les darreries del segle xix i començaments del segle xx.
Va néixer a Txernivtsí (Cernăuţi), Bucovina (llavors part d'Àustria-Hongria, actualment a Ucraïna). Posteriorment va establir-se a Viena, on hi fou secretari de l'Associació d'escacs de Viena.

## Resultats destacats en competició
En torneigs, fou 6è a Graz 1890, 6è a Viena 1890, 1r a Viena 1891, 4t a Dresden 1892, 1r a Viena 1892, 2n a Viena 1893, 6è a Leipzig 1894, 2n a Pressburg 1894, 1r a Viena 1895, 17è al Torneig de Hastings 1895, 13è a Nuremberg 1896, 11è a Budapest 1896, 6è a Berlín 1897, 3r a Viena 1897, 2n a Londres 1899/1900, 7è a París 1900, 5è a Múnic 1900, 9è al Torneig de Montecarlo 1901, 15è al Torneig de Montecarlo 1902, 6è al Torneig de Montecarlo 1903, 3r al Torneig de gambit de Viena 1903, 4t a Cambridge Springs 1904, 4t a Coburg 1904, 5è a Oostende 1905, 6è a Oostende 1906, 9è a Oostende 1907, 2n a Moscou 1907, 3r a Estocolm 1912, 4t a Budapest 1913, 4t a Viena 1915, 9è a Göteborg 1920, 7è a La Haia 1921, i 18è a Pistyan 1922.
Marco va jugar també diversos matxs contra jugadors importants: va empatar dos cops amb Carl Schlechter; (+ 0 – 0 = 10) el 1893 i (+ 4 – 4 = 3) el 1894. També va empatar amb Arthur Kaufmann (+ 5 – 5 = 0) el 1893. Va perdre contra Max Weiss (+ 1 – 5 = 1) el 1895, i va guanyar Adolf Albin (+ 4 – 2 = 4) el 1901.

## Editor i periodista d'escacs
Marco va guanyar-se gran renom com a editor de la publicació Wiener Schachzeitung des de 1898 fins a 1916, i pels seus comentaris als llibres dels torneigs de Viena (gambit) 1903, Barmen 1905, Oostende 1906, Carlsbad 1907, Matx pel campionat del món Lasker-Tarrasch de 1908, Baden i Vienna (gambit) 1914, i el Meister des Problems (Viena 1924).